# Maricopa Wells
Maricopa Wells è un centro abitato della contea di Pinal, nell'Arizona. Ha un'altitudine stimata di 333 metri sul livello del mare. Storicamente, era un'oasi attorno a una serie di pozze d'acqua nella Sierra Estrella, 13 km. a nord dell'attuale Maricopa, e circa un 1,6 km. a ovest del monte Pima Butte. Si sviluppò come centro commerciale e punto di sosta per i viaggiatori nella metà del XIX secolo.

## Storia
Maricopa Wells era un luogo d'abbeveratura chiamato così dai viaggiatori sul Southern Emigrant Trail, che lo utilizzavano come punto di sosta lungo la pista. Potevano così riposare, nutrire e abbeverare i loro cavalli. Commerciavano con i vicini nativi Maricopa e Pima i prodotti delle loro coltivazioni, che irrigavano con le acque del fiume Gila. Quando fu costruita una grande stazione per la San Antonio-San Diego Mail Line e la Butterfield Overland Mail, e successivamente per altre compagnie di diligenze, venne creato un insediamento. Un tempo questo era il principale posto telegrafico militare di tutto il Territorio dell'Arizona.
Fu abbandonata dopo che la linea ferroviaria subì una modifica del percorso verso nord passando per Tempe e Phoenix. Maricopaville era stata progettata come capolinea prima che Tempe conquistasse un posto sulla linea che era stata appena costruita. L'insediamento si spostò verso est fino a quello che si sviluppò come Maricopa Junction, conosciuta oggi come Maricopa.